# باراندوز
باراندوز، روستایی است از توابع بخش مرکزی شهرستان ارومیه استان آذربایجان غربی ایران.

## جمعیت
این روستا در دهستان باراندوز قرار داشته و بنابر سرشماری مرکز آمار ایران در سال ۱۳۹۵، جمعیت آن ۶۳۲ نفر (۲۰۷ خانوار) بوده‌است. 